# Judith Suminwa
Judith Suminwa Tuluka (19 de outubro de 1967) é uma política quinxassa-congolesa nomeada primeira-ministra pelo Presidente Félix Tshisekedi em 1 de abril de 2024, sendo a primeira mulher a ocupar o cargo. Tomou posse a 12 de junho de 2024.
Ela permanece como primeira-ministra designada até que seu governo seja aprovado pela Assembleia Nacional. Antes da sua nomeação, foi Ministra do Planeamento no gabinete de Lukonde.
Suminwa obteve um mestrado em economia aplicada na Universidade Livre de Bruxelas e um diploma de estudos adicionais em trabalho em países em desenvolvimento.
Trabalhou no sector bancário antes de ingressar em agências das Nações Unidas, incluindo o Programa das Nações Unidas para o Desenvolvimento, onde foi especialista nacional num projecto de apoio comunitário no leste do país. Ela então trabalhou no Ministério do Orçamento antes de se tornar vice-coordenadora do Conselho de Vigilância Estratégica Presidencial (CPVS).
Suminwa foi nomeada Ministra do Planeamento no governo do primeiro-ministro Sama Lukonde em 24 de março de 2023.